# Dorfkirche Löben

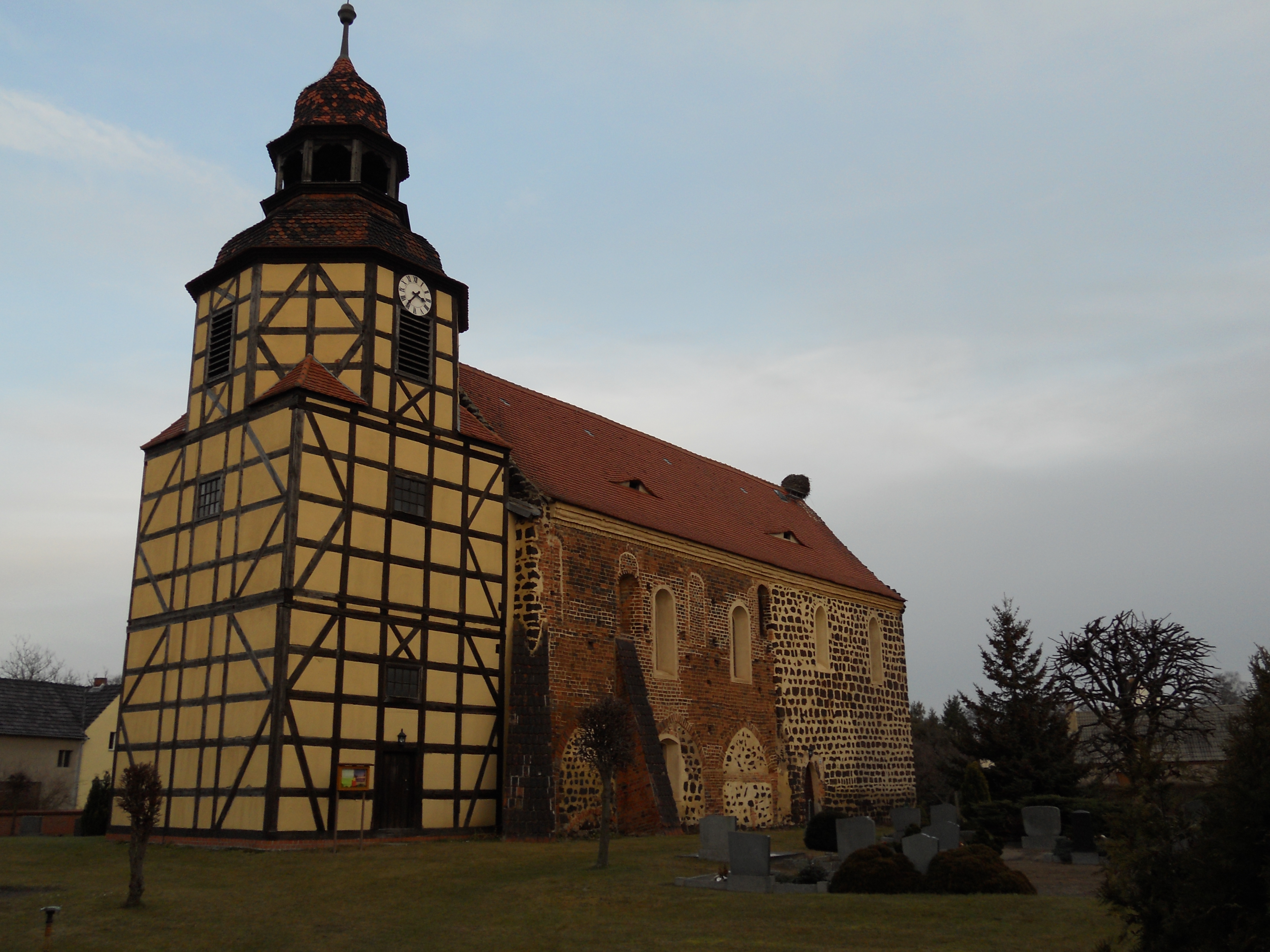
Die Kirche in Löben

Die denkmalgeschützte Dorfkirche Löben ist eine evangelische Kirche in Löben im Landkreis Wittenberg in Sachsen-Anhalt.

## Geschichte
Das Schiff der um 1250 erbauten Marien- und Georgkirche besteht zu großen Teilen aus Raseneisenstein. Zunächst wurde die Kirche als dreischiffige Pfeilerbasilika errichtet. Die Seitenschiffe und ein Teil des Mittelschiffes wurden um das Jahr 1500 abgerissen. Der in Fachwerkbauweise ausgeführte Westturm mit oktogonalem Turmaufsatz, Laterne und Schweifhaube entstand um 1680.

## Beschreibung
Der in der Kirche befindliche Schnitzaltar und das Taufbecken stammen aus der Zeit um 1400. Im Mittelschrein des Altars ist Maria mit Kind umgeben von Engeln dargestellt. In den Innenseiten der Flügel befinden sich die Heilige Dorothea und St. Georg auf der rechten, sowie Margarethe und Katharina auf der linken Seite. Aus den Jahren um 1500 stammt die noch heute vorhandene Kanzel. Ein Bildnis Martin Luthers wurde der Kirche 1679 vom damaligen Kirchenvorsteher aus Meuselko gestiftet. Die Empore der Kirche wurde 1701 errichtet.

### Orgel

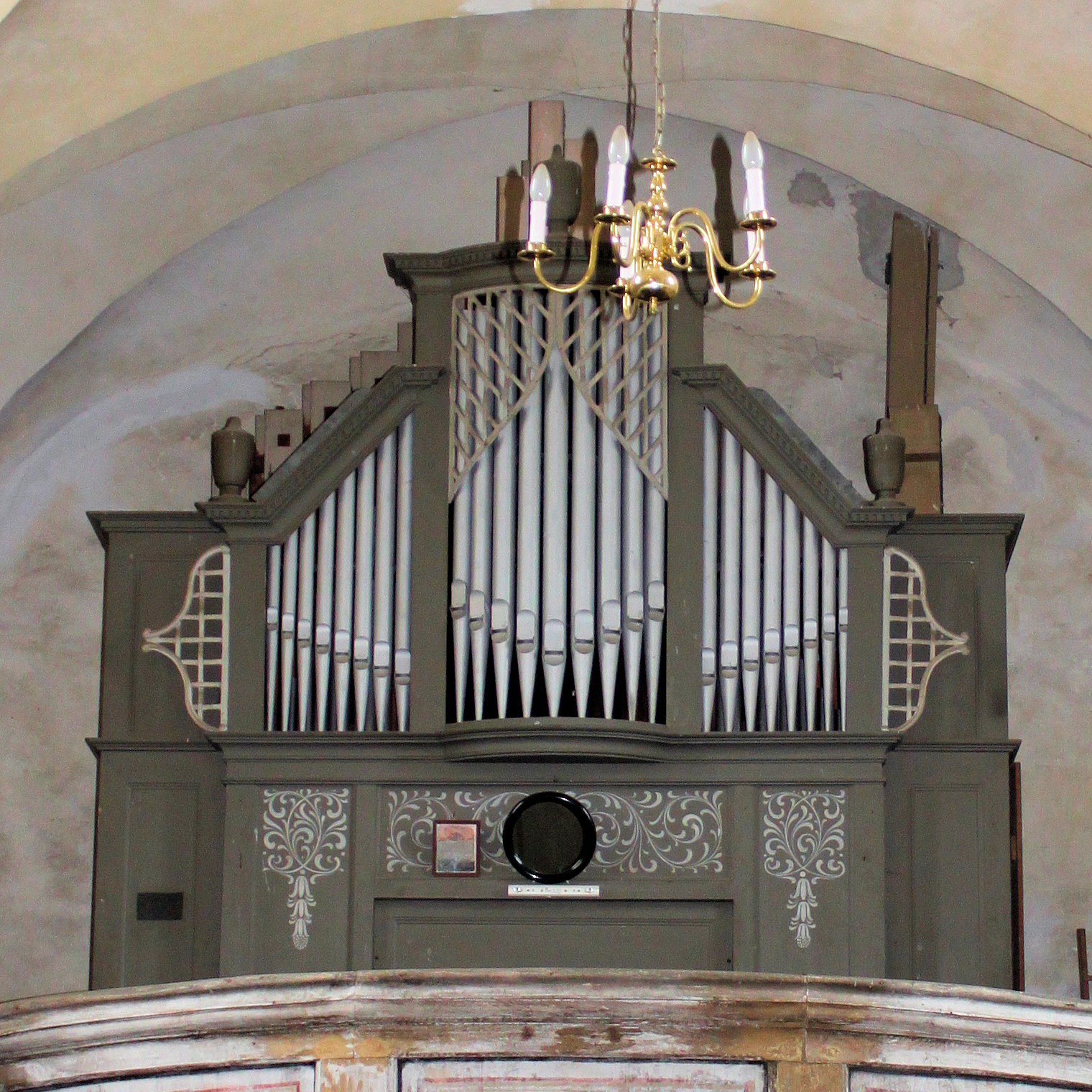
Orgel (2011)

Die Orgel der Kirche ist im Jahr 1904 durch die Orgelbauanstalt Wilhelm Rühlmann als Opus 255 gebaut worden. Ihre 10 Klangregister auf zwei Manualen und Pedal lösen ein Vorgängerinstrument von 1862 ab.

### Glocken
In den Jahren zwischen 1485 und 1493 erhielt die Kirche die heutige mittlere Glocke mit der Inschrift: „MCCCCLXXXV. Got mich---“. 1556 stifteten Pfarrer Conrad Fuchs und Joachim von Roebel, Hauptmann zu Schweinitz, die große Glocke mit der Inschrift „O Herr hilff daß es gelinge Daß ich zu deinem Lobe klinge Den 4. Julii, An. 1556 Joachim Roebel, Hauptmann zu Schweinitz, Conrad Fuchs, Pfarrer, Sebastian Rothbarth“, im gleichen Jahre wurde durch Conrad Fuchs und Matthes Müller die dritte, kleine Glocke gestiftet. Die Inschrift auf dieser lautet: „Soli Deo Gloria. An. 1556 Andreas Bacherer. Conrad Fuchs, Pfarrer. Matthäus Müller.“

### Weiteres
Als einer der ersten Pfarrer in Löben wird im Jahr 1290 ein Wilhelmus sacerdotes in Lovene erwähnt. Der letzte Pfarrer vor der Reformation war Arnoldus Italus. Das Kirchenbuch, welches am 25. August 1576 durch Pfarrer Georg Funke begonnen wurde, dient noch heute aufgrund seiner lückenlosen Führung Geschichtsforschern als Grundlage zu Recherchen.
Möglicherweise enthielten Teile der Kirche ursprünglich Wandmalereien, doch sind insoweit bislang keine Nachforschungen angestellt worden.

Bilder aus der Kirche
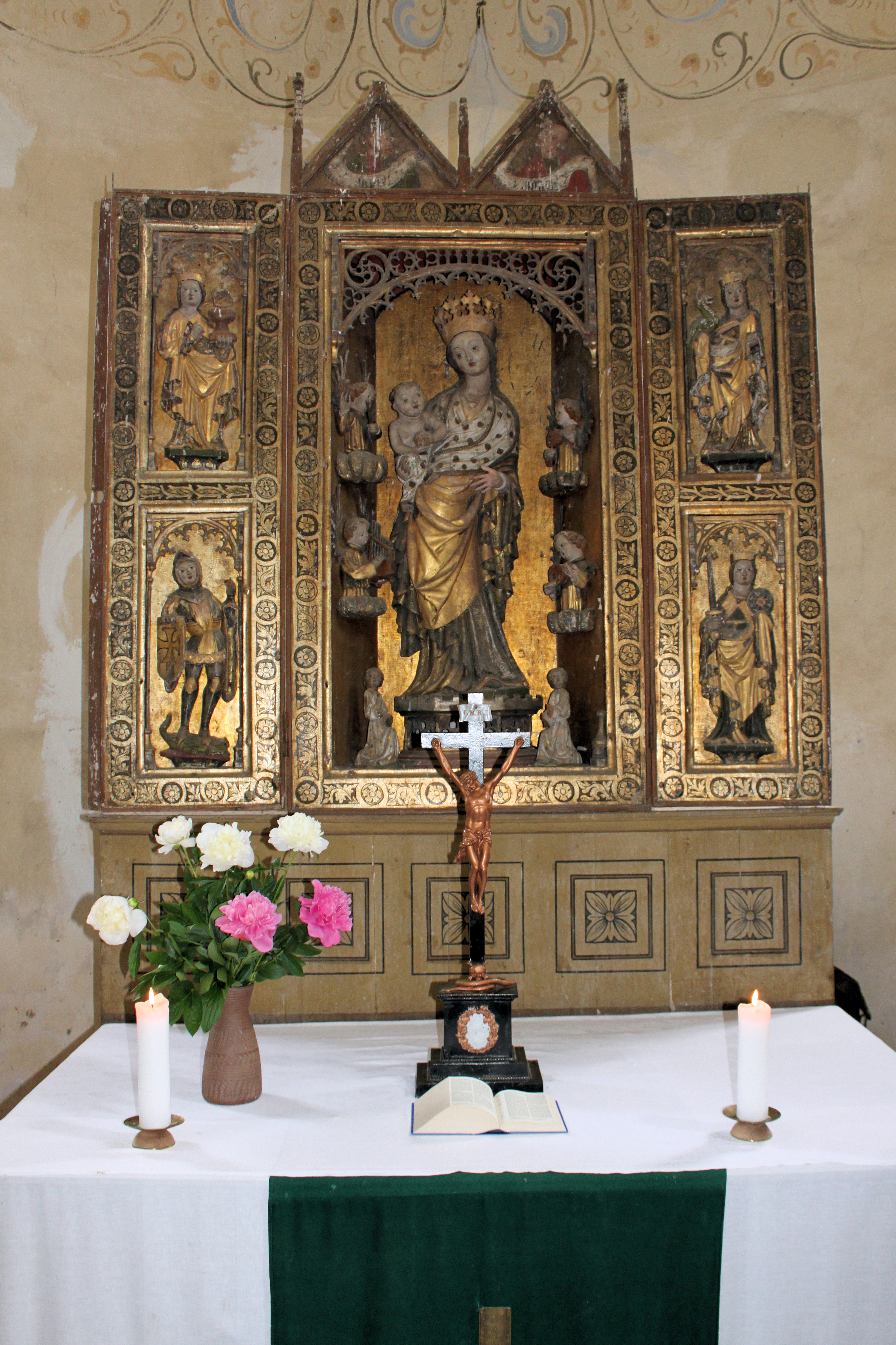
Altar
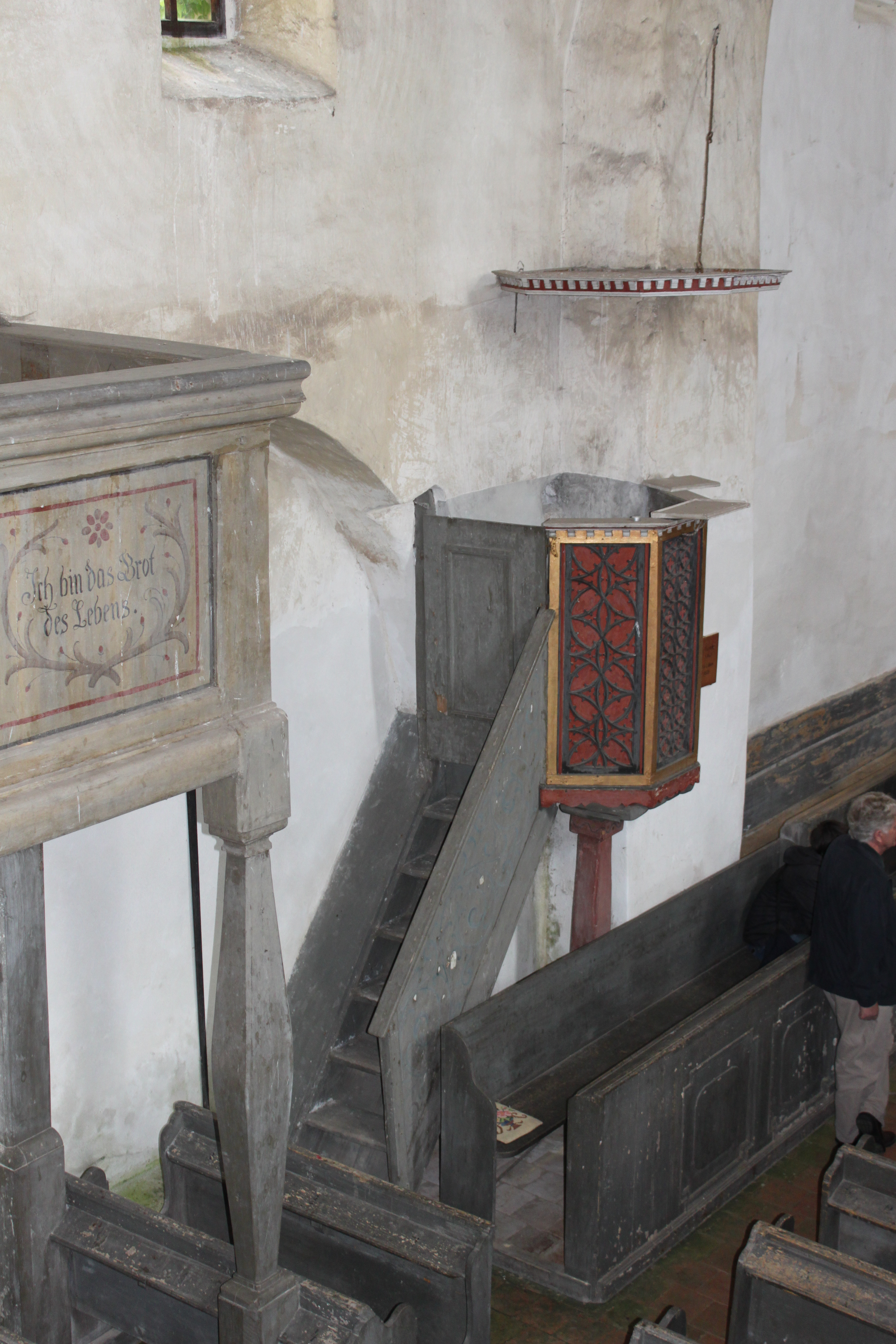
Kanzel
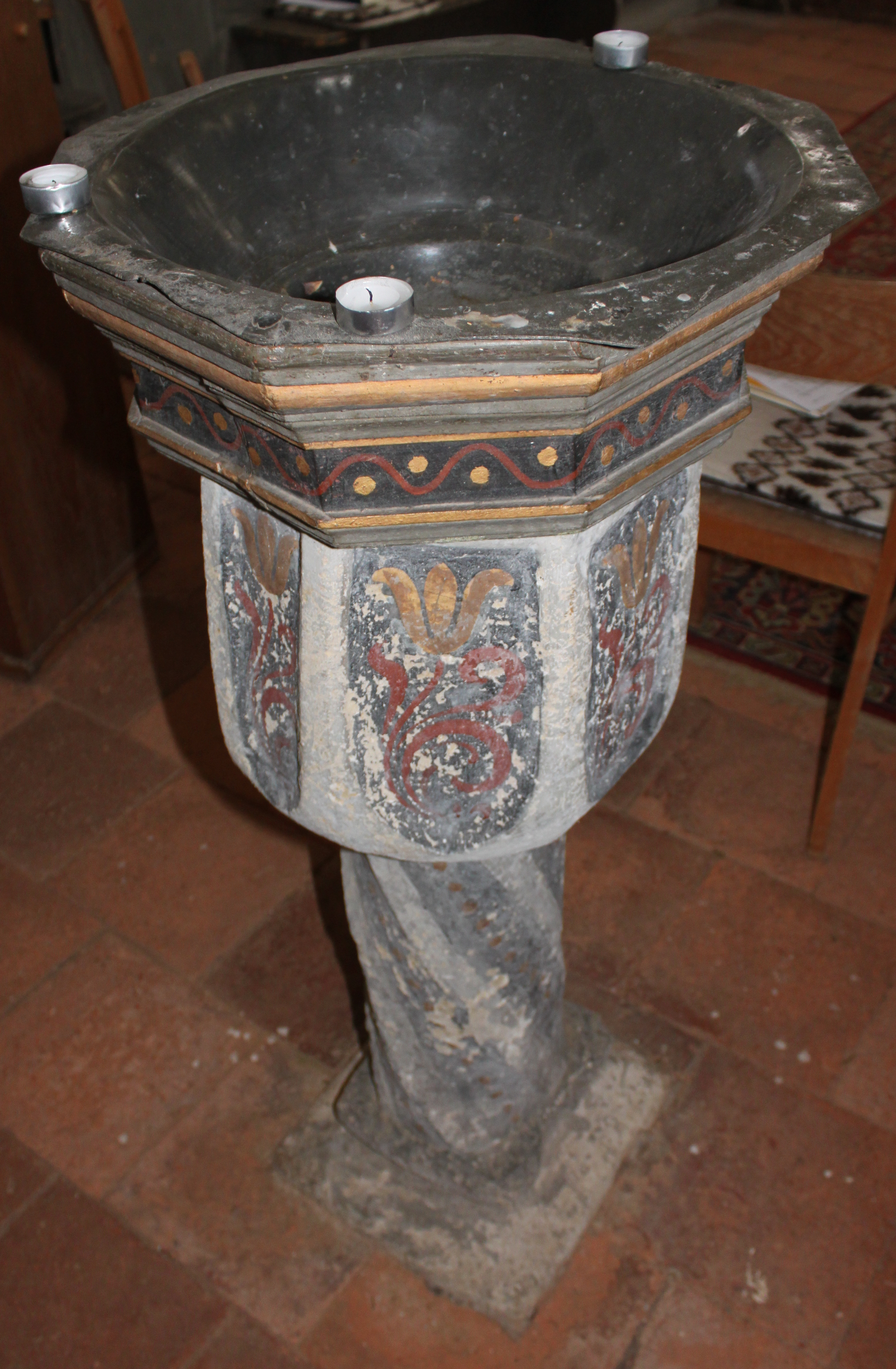
Taufbecken
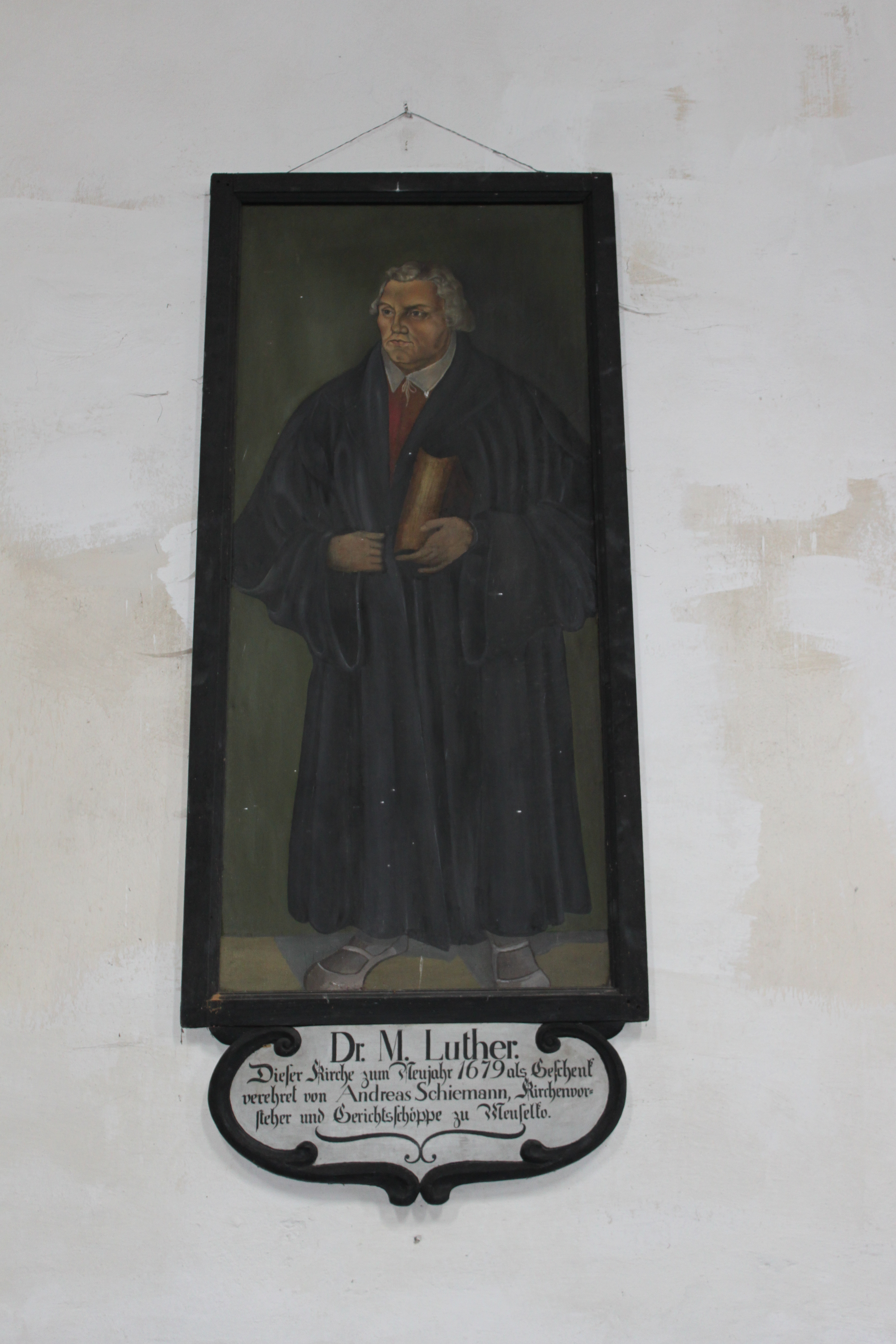
Lutherbild
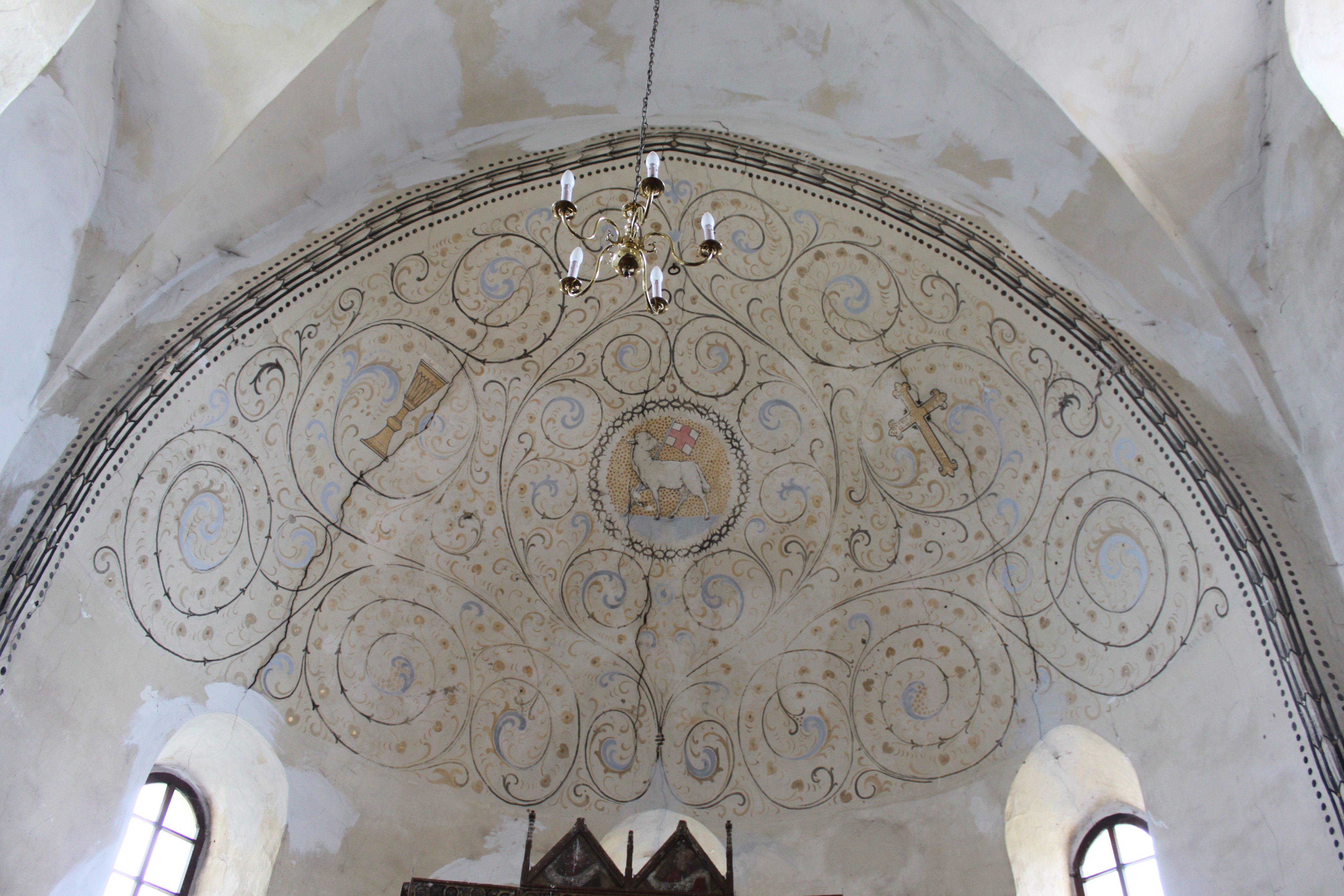
Deckenmalerei